# ميس عريض الورق
ميس عريض الورق (الاسم العلمي:Celtis latifolia) هو نوع من النباتات يتبع جنس الميس من الفصيلة القنبية.